# Huladenahalli, Malur
Huladenahalli là một làng thuộc tehsil Malur, huyện Kolar, bang Karnataka, Ấn Độ.